# Bassin transporté
En géologie, un bassin transporté (Piggyback basin en anglais) est un petit bassin sédimentaire qui est encore actif alors qu'il se trouve sur une nappe de charriage en mouvement. Les bassins transportés se forment en général dans une zone de dépôt située en marge d'un système de bassin d'avant-pays, alors que de nouvelles nappes de charriages sont décollées de l'avant-pays par la création de failles inverses. 
Le bassin transporté peut être issu de la rupture par un système de failles d'un ancien et plus large bassin d'avant-pays, ce dernier étant alors découpé puis réparti sur différentes nappes de charriage. Le bassin transporté est alors séparé des autres parties par un anticlinal ou par des structures de croissance syn-dépositionnelles.
Le bassin transporté tire son nom de sa tendance à être transporté passivement vers l'arrière-pays sur une ancienne nappe de charriage en réponse aux forces de compression tectonique d'une nouvelle nappe de charriage. Le remplissage sédimentaire du bassin transportée peut venir de la pente ou pendage de l'ancienne nappe de charriage, de l'orogenèse d'avant-pays ou des côtés du bassin. Le drainage hydrographique dans le bassin peut provenir des sommets créés par le pendage et la déformation de la nappe, ou alors le bassin peut aussi être rempli par des écoulements d'eau longitudinaux au bassin.
Le bassin du Pô, en Italie, est l'exemple de bassin utilisé pour décrire initialement la tectonique et la présence de bassins transportés. Le bassin de Tremp dans les Pyrénées, et le bassin de Tannheim-Losenstein dans les Alpes orientales, sont également un système de bassin transporté.